# Lu Jianren
Lu Jianren (路建人S, Lù JiànrénP; 14 gennaio 1959) è un ex calciatore cinese, di ruolo portiere.